# Сафартуй
Сафартуй (баш. Сәфәртуй) — упразднённый в 1987 году хутор в Ишимбайском районе Башкирской АССР РСФСР СССР. Входил в Арметовский сельсовет.

## География
Находился в верховьях реки Большой Ряузяк.

### Географическое положение
Расстояние до(Башкирская АССР, 1969):
- районного центра (Ишимбай): 67 км,
- центра сельсовета (Нижнеарметово): 20 км,
- ближайшей ж/д станции (Стерлитамак): 65 км.

## История
Основана в 1930-е годы на территории Макаровского района.
Согласно указу Президиума Верховного Совета Башкирской АССР от 11 декабря 1987 года хутор был исключён из учётных данных.

## Население
В 1939 году насчитывалось 157 жителей, в 1959 — 60, в 1969 — 42, в основном башкиры.
По данным на 1 января 1969 года проживали 42 человека. Преобладающая национальность — башкиры (Башкирская АССР, 1969).
Известен уроженец хутора Сафартуй — Динислам Давлетшин, отец 15 детей.